# 县政府

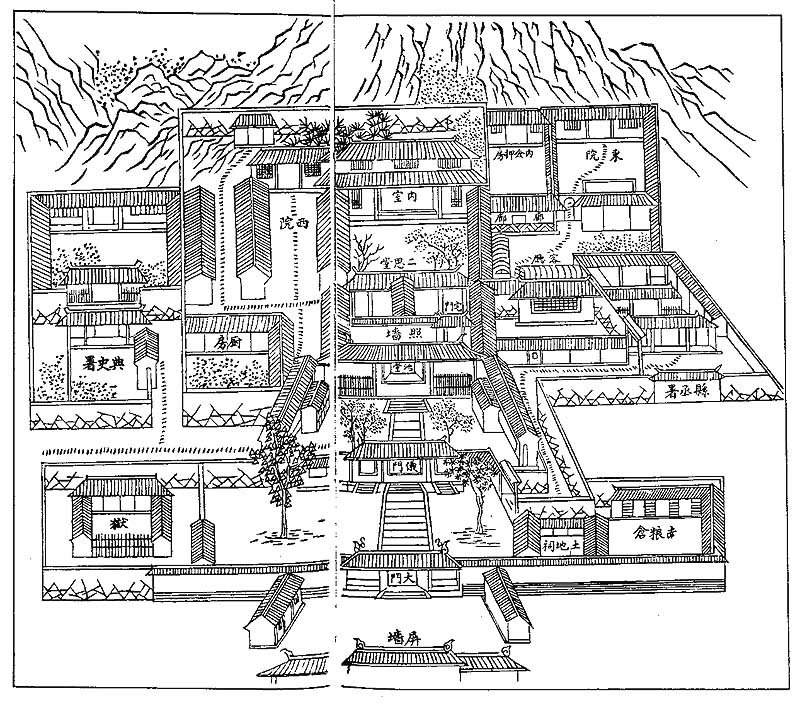
清朝绍兴府某县县衙的建筑平面图。

县政府是县的行政机构，古称县廷:1，民国之前称县衙，民国初年改称县知事公署:44、县公署。县官指管理一县政务之人，或縣衙官吏。县政府（县衙）的最高行政首长称县令、知县、县长。
秦汉时，县政府初具规模、行政职能完备。此后，县政府一直是中国最基层、最稳定的地方行政机构。沿袭至今:3。国民政府时期，县政府设置科室、完成官僚化。在中华人民共和国时期，扩展出县级人民政府的概念。
民国之前的县衙拥有行政權與司法權。在地方官编制过少的背景下，以清代为例，一位知县或知州的辅助职官不超过四人:98。官员行政依赖胥吏、衙門差役:16，以及私人幕僚:98。县衙官员一般只在县官的衙门或者办公楼裏办差，不能体察民情，所以民间有“县官不如現管”之稱。又因民国之前的县衙是最末层地方政府，中国学界有“皇权不下县”之说。

## 春秋战国
春秋战国，县逐步转化为地方行政区。各诸侯国管辖一县者有县尹、县令、县公、县大夫之职。一县之长，依所辖县之人数而定其名，万人以上者曰县令，万人以下者曰县长。每县设县令或县长一名。
当代研究者认为，晋国县大夫管理的县，其性质与君主分封给大臣的采邑无异，而非后世的郡县之县。三家分晋后，韩、赵、魏的县长官称谓发生转变，改称“令”。故当代研究者，将韩、赵、魏三国郡县之县形成的时间暂定为春秋后期。史料中，对韩、赵、魏三国的县廷史料记载不多。《左传》仅见县师与舆尉。有当代研究者认为，相当于秦汉时的县丞和县尉:4—6。
商鞅变法之前，秦国多有置县，但此时的县为秦国君主的直辖领地，非后世的郡县之县。商鞅变法之后，郡县制建立起来。秦国县的长官称县令、县长。这被认为是效法韩、赵、魏的的做法。秦孝公十三年（前349年）“初为县，有秩史”，表明当时县令之下已有属吏。有研究者指“秩史”为“有秩禄之史”之意，即是卜史、令史、佐史之类的泛称:7—8。

## 秦汉
秦统一六国后，在全国推行郡县制。县逐渐成为中国最为普遍的基层行政区单位。县域内设立的县政府通常是郡的下属，执行中央政令。汉朝沿袭秦朝制度。当时，称县政府为县廷:1
汉朝时，县令、县丞延秦制。縣令為這時期一縣之最高長官。县丞是辅佐县令或县长的官员，“兼主刑狱囚徒”。每县均设县尉，大县二人、小一，常握武事军政。县令、县丞、县尉均为朝廷命官，朝廷掌握这三个职位的人事任免、调遣权。其他县廷吏员则无编制，均由县令辟除，县廷财政支付俸祿。县令根据本县实际需要、财政能力组织政府。此类吏员俸祿均在百石以下，称为“斗食少吏”。官职或称掾、或称史。县廷之内或设置诸曹，和郡曹上下对口，执行行政事务。事务较少的县廷，由吏员分管，则不必设置衙门。受限于史料，秦汉时一般县廷官吏的具体人数不得而知。有研究者估计在一千人左右:1—2。
当代研究者将汉朝时县廷诸曹，依现今行政事务归为八大类，以及散吏：:1—2

1.主管民政：户曹、田曹、时曹、水曹及无曹署主土木兴作之吏将作掾。

2.主管财政：仓曹、金曹。

3.主管交通：集曹、法曹及无曹署的邮书掾、道桥掾、厩啬夫。

4.主管军事：兵曹、尉曹及无曹署的库啬夫。

5.主管司法：贼曹及狱司空、狱掾史等。

6.主管治安：市掾、守津吏、传舍、候舍吏等。

7.主管文教：校官、祭酒。

8.主管少数民族事务：盟掾等。

当代研究者将汉朝县廷长官和吏员序列排行如下:1—2：

1.县令（县长）；2.县丞；3.县尉。

A：1.百石吏；2.斗食吏；3.佐史。

B：1.掾；2.啬夫；3.令史；4.佐。

C：（乡）1.啬夫；2.佐；3.有秩；4.三老。

## 隋唐至元末
隋唐時代，縣令仍是一縣的最高長官，其下仍依照現職大小而分設有縣丞、縣尉。但此時其，縣不論大小，都已統稱一縣最高長官為縣令，而不再設縣長一職。唐朝开始，各级衙门使用人数庞大的胥吏。
宋代以領銜京朝官者知縣事，一县之长遂稱知县，不再設隋唐以前的縣令一職。除了元朝時改稱「縣尹」外，知縣之名一直沿用到清朝滅亡為止。

## 明清

### 人员
明清时，一縣最高長官仍稱知縣，但罢县尉一職，改设典史、巡检等代其职。巡检负责巡防等事务。明朝时，知县为正官，县丞、主簿、典史即佐贰官。县衙建筑中，除知县衙外，一般设有一个典史衙，而依所设佐贰官数目，可设多个县丞衙、主簿衙。职官之外，有六房书吏。六房即吏、户、礼、兵、刑、工。从户房分出粮科（房），二者分工“户房止是分派钱粮、收解俱是粮房”。从兵房分出马科，“承发吏高管公文及管词状”。此外，还有承发房、铺长房等房科，铺发房为急递铺铺长办公之所。北直隶宛平縣衙门有15个房科:14。
在职官、吏员之下则是衙門差役。当代研究总结者三者的政务分工为：官主决策、吏理文书、役代差遣。知县总管政务，其他职官负责劝农、水利、清军、巡缉等某方面事务。吏员是在吏部注册的公职人员，处理公文账册。差役负责站堂、看管、守卫、催科、抓捕等事。明朝中后期，由于吏员曲买充数者多，素质普遍降低，多由各房主文、书手代笔:16。
清朝时全国总计州县数目1448个，包括学官在内的辅助职官数目为5526员。一位知县或知州的辅助职官不超过四人。在此情况下，官员行政依赖幕僚:98。清朝中后期，中国人口大幅增加，在州县数目不变的情况下，县衙需要适当增加管理层次并分区治理。而州县的佐贰官（县丞、巡檢司、主簿）又因州县长官随员、幕僚介入日常行政，而日益边缘化。两种因素下，州县佐贰官开始在一县之内分划辖区进行治理，涉足司法诉讼、钱粮征收等多个领域。

### 县衙
明朝初年，朱元璋统一州县衙署规制。规定县官、佐贰、首领等职官和六房书吏要在县衙居住、办公。当代研究者指出，虽然明朝各地县衙因历史限制，以及地理位置和经济条件等原因多有不同。但有两个共同特点：一、封闭性，以高墙与外界相隔，二、形制四方，有明显的中轴线。县衙除官吏办公、住宿建筑外，还有监狱、仓库等建筑:12—15。

## 中華民国
辛亥革命后，废除县衙，初设民政署，旋又改知县为县知事，故称县知事公署:44，又称县公署。以《安康县志》记载为例，当时，安康县知事聘任“師爺”，称“老夫子”，办理秘书事务。县知事亲自审理民事、刑事诉讼案件。安康县知事公署下设三课（科），分管总务、田赋财粮、民刑诉讼。1915年，裁二、三课（科），设总务科，另设警察事务所、劝学所。1924年，安康县劝学所改为教育局。1926年，设县志局。
1927年4月，南京国民政府成立，改县知事公署为县政府:44，行政首长称县长。《安康县志》所记，县知事改称县长，废师爷设秘书室，主任秘书协助县长处理政事。县长兼理司法，并设承审员、书记、推事及法警若干人。此后，陆续增设财政局、建设局、改警察事务所为公安局，成立保卫总团。1933年，裁局并科，县政府设人事、民政、财政、教育、建设、公安助理员各一人，在县长领导下合署办公。1939年，设法院，后又设禁烟局。1937年，抗日战争全面爆发后，安康县政府机构逐渐扩大，设民政、财政、建设、教育、兵役五科及公安局，县长兼军法官。1938年，成立土地呈报处，第二年改为田赋经征处，后又改称田赋粮食管理处，县长兼任处长。1939年，安康烟酒局改称安康税务局，后又称捐税局。
中国抗日战争时期，國民政府、汪偽政權、中国共产党政权并立。中华人民共和国方面对三个政权的县政府使用不同称谓。国民政府设立的县政府，大多称“某某县政府”，或“国民党某某县政府”、“民国某某县政府”、“某某县国民政府”。汪伪政权的县政府，称“汪伪某某县政府”、“伪某某县政府”、或加引号。中国共产党政权的县政府，称“共产党某某县政府”、“某某县抗日民主政府”、“某某县民主政府”、“某某县人民政府”:44。
1937年七七事变后，华北地区逐步沦陷。华北地区伪政权的主要头目大都有在北洋政府任职的经历。因此，其行政区划层级和行政机构名称采用北洋政府时期制度。行政层级分为省、道、县三级。各级政府通名均为“公署”，长官分别为省长、道尹、县知事。伪华北政务委员会令于1943年11月25日起，各省公署及特别市公署改称“政府”。伪河北省政府为此通知各普通市及县，从1944年1月1日起由“公署”改“政府”，县公署改称县政府，县知事改称县长:144。
臺灣光復后，延續國民政府時期的名稱。現時台灣各縣縣長由民選產生。

## 中華人民共和国
中华人民共和国法律体系中，县级政权设置事务性部门和强力机构，配备公检法等国家暴力机构。拥有调整武装警察等军事力量的权利。在县级人民政府之下设置乡级人民政府。有研究者指，乡镇一级政权官员并没有太多的独立权力。县级政权仍是中国重要的基层政权:214。
中華人民共和國實行「一黨專政、黨優於政」的制度，所以從中央到地方，包含縣长在內，都是「黨的領導是一把手，政府長官是二把手」。所以，中華人民共和國管轄境內，县的一把手为县委书记，负责党务。县二把手为县长，负责政务。而以县委书记为代表的县官担任上级政府政策执行的责任:214。